# Șerban Ionescu
Șerban Ionescu (n. 23 septembrie 1950, Corabia, România – d. 21 noiembrie 2012, București, România) a fost un actor român de film, radio, scenă, televiziune și voce.
A activat la Târgu Jiu, apoi în București, la Teatrul de Comedie, la Teatrul Odeon și la Teatrul Național.

## Biografie
S-a născut pe 23 septembrie 1950 în Corabia,județul Olt fiind fiul doctorului Aldea Ionescu,(1890-1956) și al Anei (n. Soroc). La vârsta de 4 ani își pierde mama. La 6 ani,după moartea tatălui,locuiește o bună perioadă de timp în Izbiceni,județul Olt la o mătușă. 
A fost căsătorit cu actrița Magda Catone, cu care a avut un fiu, Carol.
Actorul Șerban Ionescu a fost decorat la 30 mai 2002 cu Ordinul național Serviciul Credincios în grad de Cavaler, alături de alți actori, „pentru prestigioasa cariera artistică și talentul deosebit prin care au dat viață personajelor interpretate în filme, dar și pe scenă, cu prilejul celebrării unui veac de film românesc”.
A murit la 21 noiembrie 2012.

## Teatru
| Premiera | Titlu            | Autor         | Rol                     | Regizor       | Teatru                     |
| -------- | ---------------- | ------------- | ----------------------- | ------------- | -------------------------- |
| 2010     | Dineu cu proști  | Francis Veber | Pierre                  | Ion Caramitru | Teatrul Național București |
| 2010     | Livada de vișini | A.P. Cehov    | Gaev, Leonid Andreevici | Felix Alexa   | Teatrul Național București |

Teatrul Național București
- Molto, gran' impressione de Romulus Vulpescu, regia Dan Tudor, 2009; ca  Greceanu
- Eduard al III-lea de William Shakespeare, regia Alexandru Tocilescu, 2008; ca Regele John al II-lea
- Comedie roșie  de Constantin Turturică, regia Alexandru Tocilescu, 2006; ca Ministrul de Interne
- Inimă de câine  de Mihail Bulgakov, regia Yuriy Kordonskiy, 2005; ca Schwonder, Președintele comitetului de bloc
- Gândirea  de Leonid Andreev, regia Felix Alexa, 2005; ca Savelov
- Apus de soare  de Barbu Ștefănescu Delavrancea, regia Dan Pița, 2004; ca Paharnicul Ulea
- O scrisoare pierdută  de I.L. Caragiale, regia Grigore Gonța, 2003; ca Pristanda
- Revizorul  de Nicolai Vasilievici Gogol, Serghei Cerkasski, 2002; ca Dobcinski
- Crimă pentru pământ  după Dinu Săraru, dramatizarea și regia Grigore Gonța, 2002; ca Niculaie Cursfânt

Teatrul Odeon (1992 - 2002)
- Comedii de Cehov  după A.P. Cehov
- Richard al III-lea  de William Shakespeare, regia Mihai Măniuțiu
- Demonul meschin  de Feodor Sologub, regia Adrian Giurgea
- La țigănci  după Mircea Eliade, regia Alexander Hausvater
- Platonov  de A.P. Cehov, regia Gelu Colceag
- Lulu  de Frank Wedekind, regia Dragoș Galgoțiu
- Frații  de Sebastian Barry, regia Alexandru Dabija
- Saragosa 666 zile  de Jan Potocki, dramatizare și regia Alexandru Dabija
- Cartofi prăjiți cu orice  de Arnold Wesker, regia Alice Barb

Teatrul de Comedie (1982 - 1992)
- Doi tineri din Verona  de William Shakespeare
- Regele Ioan  de William Shakespeare, regia Grigore Gonța
- Visul unei nopți de vară  de William Shakespeare, regia Alexandru Darie
- Troilus și Cresida  de William Shakespeare, regia Dragoș Galgoțiu
- Sfântu Mitică Blajinu  de Aurel Baranga, regia Valeriu Moisescu
- Avea două pistoale cu doi ochi albi și negri  de Dario Fo
- Slugă la doi stăpâni  de Carlo Goldoni, regia Tudor Mărăscu
- Procesul  de Aleksandr Vasilievici Suhovo Kobilin, regia Gyorgy Harag
- 3 x Havel  de Vaclav Havel
- Cârtițele  de Mihail Zoscenko, regia Valeriu Paraschiv
- Comedia erorilor  de William Shakespeare

Teatrul din Sibiu
- Dirijorul  de Dumitru Radu Popescu, regia Florin Fătulescu
- Camino real  de Tennessee Williams, regia Iulian Vișa

Teatrul Mic
- Niște țărani  de Dinu Săraru, scenariul dramatic și regia Cătălina Buzoianu
- Moartea mănâncă banane  de Alfonso Zurro
- Inelul dragostei

Teatrul din Petroșani
- Locțiitorul  de Horia Lovinescu
- Pluta Meduzei  de Marin Sorescu, regia Florin Fătulescu
- În căutarea sensului pierdut  de Ion Băieșu, regia Florin Fătulescu

## Filmografie
| An   | Film                                     | Rol                                                                     | Regizor                                           | Gen                        | Note                                |
| ---- | ---------------------------------------- | ----------------------------------------------------------------------- | ------------------------------------------------- | -------------------------- | ----------------------------------- |
| 1977 | Cuibul salamandrelor                     | luptător de judo                                                        | Mircea Drăgan                                     | dramatic                   |                                     |
| 1978 | Mai presus de orice                      | Dan, prietenul lui Andrei                                               | Dan Pița, Nicolae Mărgineanu                      | documentar, dramatic       |                                     |
| 1980 | Blestemul pămîntului – Blestemul iubirii | Ion Pop-Glanetașu, țăran sărac din Pripas                               | Mircea Mureșan                                    | dramatic, istoric          |                                     |
| 1980 | Burebista                                | țăranul Comata                                                          | Gheorghe Vitanidis                                | istoric                    |                                     |
| 1981 | Capcana mercenarilor                     | locotenentul Dumitru Ionescu                                            | Sergiu Nicolaescu                                 | aventuri, istoric          |                                     |
| 1981 | Lumini și umbre                          |                                                                         | Titus Popovici                                    | istoric                    | TV                                  |
| 1982 | Lumini și umbre: Partea II               |                                                                         | Titus Popovici                                    | istoric                    | TV                                  |
| 1984 | Acasă                                    | Petre Vârlan                                                            | Constantin Vaeni                                  | social                     |                                     |
| 1984 | Imposibila iubire                        | tânărul Călin Surupăceanu                                               | Constantin Vaeni                                  | dramatic                   |                                     |
| 1984 | Salutări de la Agigea                    | Ștefan Aștefanei, șofer de basculantă                                   | Cornel Diaconu                                    | comedie                    |                                     |
| 1984 | Horea                                    | Cloșca                                                                  | Mircea Mureșan                                    | istoric                    |                                     |
| 1985 | Marele premiu                            | Tatăl                                                                   | Maria Callas-Dinescu                              | comedie                    |                                     |
| 1986 | Furtună în Pacific                       | ofițerul Cristian Atanasiu, secundul cargoului Saturn                   | Nicu Stan                                         | aventuri                   |                                     |
| 1986 | Bătălia din umbră                        | Plt. Ioana                                                              | Andrei Blaier                                     | război                     |                                     |
| 1987 | Pădureanca                               | Șofron, argatul lui Busuioc                                             | Nicolae Mărgineanu                                | dramatic                   | După nuvelă omonimă de Ioan Slavici |
| 1988 | Martori dispăruți                        | Gherasim Cudalbu                                                        | Dan Mironescu                                     | dramatic                   |                                     |
| 1988 | Umbrele soarelui                         | Ion, nepot al nanei Maria, prietenul din copilărie al lui Veanu, cioban | Mircea Veroiu                                     | psihologic, dramatic       |                                     |
| 1989 | Misiunea                                 |                                                                         | Virgil Calotescu                                  | polițist                   | serial TV                           |
| 1989 | Mircea                                   | prințul coregent Mihail I, fiul lui Mircea cel Bătrân                   | Sergiu Nicolaescu                                 | istoric                    |                                     |
| 1989 | Lacrima cerului                          |                                                                         | Adrian Istrătescu Lener                           | aventuri                   |                                     |
| 1991 | Cezara                                   |                                                                         | George Busecan                                    | romantic                   |                                     |
| 1991 | Rămînerea                                | Anghel tânăr                                                            | Laurențiu Damian                                  | dramatic                   |                                     |
| 1991 | Șobolanii roșii                          | Stavros                                                                 | Florin Codre                                      | dramatic                   |                                     |
| 1993 | Atac în bibliotecă                       | Andrei Mladin                                                           | Mircea Drăgan                                     | dramatic, polițist         | roman de George Arion               |
| 1993 | Dragoste și apă caldă                    | șoferul de taxi care a făcut pană                                       | Dan Mironescu                                     | dramatic                   |                                     |
| 1994 | Începutul adevărului (Oglinda)           | Lucrețiu Pătrășcanu, noul ministru al justiției                         | Sergiu Nicolaescu                                 | război, dramatic           |                                     |
| 1996 | Prea târziu                              | minerul căruia i se fură mâncarea                                       | Lucian Pintilie                                   | polițist                   |                                     |
| 1998 | Aerisirea                                |                                                                         | Silviu Jicman                                     | dramatic                   | TV                                  |
| 1999 | Față în față                             | Victor Petroni                                                          | Marius Theodor Barna                              | dramatic                   |                                     |
| 2003 | Maria                                    | Ion                                                                     | Călin Peter Netzer                                | dramatic                   |                                     |
| 2004 | Sindromul Timișoara - Manipularea        |                                                                         | Marius Theodor Barna                              |                            |                                     |
| 2005 | „15”                                     | Andrei                                                                  | Sergiu Nicolaescu                                 | dramatic                   |                                     |
| 2005 | Cuscrele                                 | Mișu Casapu                                                             | Nae Cosmescu                                      |                            | serial TV                           |
| 2005 | Azucena - Îngerul de abanos              | Grănicerul Vaniușa                                                      | Mircea Mureșan                                    | dramatic, romantic         |                                     |
| 2006 | Om sărac, om bogat                       | Emilian Maxim                                                           | Virgil Nicolaescu, Peter Kerek, Anca Colțeanu     | comedie, familie, romantic | serial TV                           |
| 2006 | Păcală se întoarce                       | primarul                                                                | Geo Saizescu                                      | comedie                    | Continuare a filmului Păcală (1974) |
| 2006 | Happy End                                | senatorul Radu Aurel Costea                                             | Radu Potcoavă                                     | dramatic                   |                                     |
| 2006 | De ce eu?                                | Tatăl                                                                   | Tudor Giurgiu                                     | thriller                   |                                     |
| 2006 | Visuri otrăvite                          | Eugen                                                                   | Ana Mărgineanu                                    | dramatic                   | scurtmetraj                         |
| 2008 | Anticamera                               |                                                                         | Florin Călinescu, Cătălin Bugean, Claudiu Perusco | comedie                    | serial TV                           |
| 2008 | Serviciul omoruri                        | Lenți                                                                   | Valentin Hotea                                    | crimă, dramatic, mister    | serial TV                           |
| 2008 | Vine poliția!                            | soțul Iolandei                                                          | Phil Ramuno, Anca Colțeanu, Dragoș Bulig          | acțiune, comedie           | serial TV                           |
| 2008 | Dincolo de America                       | profesorul Yan Vesa                                                     | Marius Th. Barna                                  | dramatic                   |                                     |
| 2008 | Fetele marinarului                       | Amza Trifan                                                             | Sebastian Voinea, Valentin Hotea                  | dramatic, romantic         | serial TV                           |
| 2009 | Pac! Ești mort                           |                                                                         |                                                   |                            |                                     |
| 2010 | Narcisa sălbatică                        |                                                                         | Catrinel Danaiata, Mihai Bauman, Sebastian Voinea | dramatic                   | serial TV                           |
| 2011 | Umilința                                 | Pacoste                                                                 | Cătălin Apostol                                   | dramatic                   |                                     |